# 安傑洛·莫里安多
安傑洛·莫里安多（義大利語：Angelo Moriondo，1851年6月6日—1914年5月31日）是一位義大利發明家，通常被認爲是最早的濃縮咖啡機發明者。他的機器使用蒸汽和沸水的組合來高效地沖泡咖啡。